# Amphitrite (sculpture)
Pour les articles homonymes, voir Amphitrite (homonymie).
Amphitrite est une sculpture en marbre réalisée par Antoine Coysevox entre 1703 et 1705.
Elle constitue, avec Neptune, la Marne et la Seine, l'un des quatre éléments commandés pour la rivière du parc de Marly.
Elle est associée à la mer calme, en opposition à la mer déchaînée représentée par Neptune.
La sculpture est conservée au musée du Louvre, dans la cour Marly.